# 猫猫猫
猫猫 猫（ねこびょう ねこ）は、日本の漫画家・イラストレーターである。代表作に『ソードアート・オンライン ガールズ・オプス』のコミカライズ、『職業無職の俺が冒険者を目指すワケ。』や『異世界転移、地雷付き。』のイラストがある。

## 作品一覧

### 漫画
- 『ナイトウィザードヴァリアブルウィッチ』（原作: 菊池たけし・F.E.A.R.、出版: マジキューコミックス〈エンターブレイン〉）
  1. 『ナイトウィザードヴァリアブルウィッチ 1』（2007年10月、ISBN 978-4-7577-3872-0）[4][5]
  2. 『ナイトウィザードヴァリアブルウィッチ 2』（2008年7月、ISBN 978-4-7577-4390-8）[6][7]
- 『アルシャードセイヴァーRPGコミック マイ・リトル・ウィッシュ』（原作: 井上純一・菊池たけし・F.E.A.R.、出版: ログインテーブルトークRPGシリーズ〈KADOKAWA〉）
  1. 『アルシャードセイヴァーRPGコミック マイ・リトル・ウィッシュ 上』（2014年12月、ISBN 978-4-04-730039-2）[8]
  2. 『アルシャードセイヴァーRPGコミック マイ・リトル・ウィッシュ 下』（2014年12月、ISBN 978-4-04-730040-8）[9]
- 『ソードアート・オンライン ガールズ・オプス』（原作: 川原礫、キャラクターデザイン: abec、出版: 電撃コミックスNEXT〈KADOKAWA〉）
  1. 『ソードアート・オンライン ガールズ・オプス 001』（2014年7月、ISBN 978-4-04-866686-2）[10]
  2. 『ソードアート・オンライン ガールズ・オプス 002』（2015年4月、ISBN 978-4-04-865089-2）[11]
  3. 『ソードアート・オンライン ガールズ・オプス 003』（2016年5月、ISBN 978-4-04-892104-6）[12]
  4. 『ソードアート・オンライン ガールズ・オプス 004』（2017年2月、ISBN 978-4-04-892688-1）[13]
  5. 『ソードアート・オンライン ガールズ・オプス 005』（2018年2月、ISBN 978-4-04-893650-7）[14]
  6. 『ソードアート・オンライン ガールズ・オプス 006』（2019年2月、ISBN 978-4-04-912387-6）[15]
  7. 『ソードアート・オンライン ガールズ・オプス 007』（2020年8月、ISBN 978-4-04-730040-8）[16]
- 『劣等職の最強賢者 〜底辺の【村人】から余裕で世界最強〜』（原作：延野正行、キャラクター原案：新堂アラタ、出版：ヤングジャンプコミックス）
  1. 『劣等職の最強賢者 1〜底辺の【村人】から余裕で世界最強〜』（2022年7月、ISBN 978-4-08-892391-8）[17]
  2. 『劣等職の最強賢者 2〜底辺の【村人】から余裕で世界最強〜』（2023年1月、ISBN 978-4-08-892591-2）[18]
  3. 『劣等職の最強賢者 3〜底辺の【村人】から余裕で世界最強〜』（2023年7月、ISBN 978-4-08-892728-2）[19]
  4. 『劣等職の最強賢者 4〜底辺の【村人】から余裕で世界最強〜』（2023年12月、ISBN 978-4-08-892893-7）[20]
  5. 『劣等職の最強賢者 5〜底辺の【村人】から余裕で世界最強〜』（2024年5月、ISBN 978-4-08-893231-6）[21]
- 『やがて英雄になる最強主人公に転生したけど、僕には荷が重かったようです』（原作：坂石遊作、キャラクター原案：輝竜司）[22]

### イラスト
- 『セイント・アンガー: ガンメタル・ブレイズリプレイ』（※鈴吹太郎との共同、著: 千葉直貴・F.E.A.R.、監修: ファーイースト・アミューズメント・リサーチ、出版: ログインテーブルトークRPGシリーズ〈エンターブレイン〉）
  1. 『セイント・アンガー: ガンメタル・ブレイズリプレイ』（2009年8月、ISBN 978-4-7577-5021-0）[23]
- 『アリアンロッド・サガ・リプレイ・デスマーチ』（著: 田中信二・F.E.A.R.、出版: 富士見ドラゴンブック〈KADOKAWA〉）
  1. 『アリアンロッド・サガ・リプレイ・デスマーチ 死んで花実が咲くものか！』（2010年1月、ISBN 978-4-8291-4571-5）[24]
  2. 『アリアンロッド・サガ・リプレイ・デスマーチ2 愛はお金で買えません！』（2010年6月、ISBN 978-4-8291-4584-5）[25]
  3. 『アリアンロッド・サガ・リプレイ・デスマーチ3 孤立無援の大ピンチ』（2010年12月、ISBN 978-4-8291-4605-7）[26]
  4. 『アリアンロッド・サガ・リプレイ・デスマーチ4 さらにキビシイ綱渡り！』（2011年4月、ISBN 978-4-8291-4620-0）[27]
  5. 『アリアンロッド・サガ・リプレイ・デスマーチ5 破滅を招く読みちがい』（2011年11月、ISBN 978-4-8291-4648-4）[28]
  6. 『アリアンロッド・サガ・リプレイ・デスマーチ6 明日をつかむ大作戦！』（2012年3月、ISBN 978-4-8291-4663-7）[29]
  7. 『アリアンロッド・サガ・リプレイ・デスマーチ7 一か八かの大勝負！』（2012年9月、ISBN 978-4-8291-4690-3）[30]
  8. 『アリアンロッド・サガ・リプレイ・デスマーチ8 逆襲☆ハピネス』（2012年9月、ISBN 978-4-8291-4691-0）[31]
  9. 『アリアンロッド・サガ・リプレイ・デスマーチ9 魔女が奏でる鎮魂曲』（2013年4月、ISBN 978-4-8291-4728-3）[32]
  10. 『アリアンロッド・サガ・リプレイ・デスマーチ10 伸るか反るかの大バクチ!!』（2013年11月、ISBN 978-4-04-712945-0）[33]
- 『アリアンロッド・サガ・ノベル・デスマーチ』（原作: F.E.A.R.、著: 市川丈夫、出版: 富士見ドラゴンブック〈KADOKAWA〉）
  1. 『アリアンロッド・サガ・ノベル・デスマーチ1 私は断じて裏目らない！』（2011年7月、ISBN 978-4-8291-4634-7）[34]
  2. 『アリアンロッド・サガ・ノベル・デスマーチ2 あたしは決してあきらめない！』（2011年11月、ISBN 978-4-8291-4649-1）[35]
  3. 『アリアンロッド・サガ・ノベル・デスマーチ3 お前を絶対守り抜く！』（2012年3月、ISBN 978-4-8291-4664-4）[36]
- 『アリアンロッド2E・リプレイ・サヴァイヴ！』（著: 田中信二・F.E.A.R.、出版: 富士見ドラゴンブック〈KADOKAWA〉）
  1. 『アリアンロッド2E・リプレイ・サヴァイヴ！ 1 戦乙女は荒野を駆ける！』（2014年4月、ISBN 978-4-04-070100-4）[37]
  2. 『アリアンロッド2E・リプレイ・サヴァイヴ！ 2 戦乙女は闇を斬り裂く！』（2014年9月、ISBN 978-4-04-070377-0）[38]
- 『職業無職の俺が冒険者を目指すワケ。』（著: スフレ、出版: カドカワBOOKS〈KADOKAWA〉）
  1. 『職業無職の俺が冒険者を目指すワケ。』（2016年2月、ISBN 978-4-04-070848-5）[39]
  2. 『職業無職の俺が冒険者を目指すワケ。2』（2016年5月、ISBN 978-4-04-070905-5）[40]
  3. 『職業無職の俺が冒険者を目指すワケ。3』（2016年9月、ISBN 978-4-04-072038-8）[41]
  4. 『職業無職の俺が冒険者を目指すワケ。4』（2017年1月、ISBN 978-4-04-072149-1）[42]
- 『ガーデンオーダー 上級ルールブック』（著: 久保田悠羅・F.E.A.R.、出版社: KADOKAWA）
  1. 『ガーデンオーダー 上級ルールブック』（2016年9月、ISBN 978-4-04-072036-4）[43]
- 『勇者と賢者の酒蔵 〜酒造りの天才が異世界で日本酒を造ってガンガン駆け上がる〜』（著: 年中麦茶太郎、出版: HJノベルス〈ホビージャパン〉）
  1. 『勇者と賢者の酒蔵 〜酒造りの天才が異世界で日本酒を造ってガンガン駆け上がる〜』（2016年12月、ISBN 978-4-7986-1356-7）[44]
  2. 『勇者と賢者の酒蔵 2合目 〜酒造りの天才が異世界で日本酒を造ってガンガン駆け上がる〜』（2017年5月、ISBN 978-4-7986-1452-6）[45]
- 『ノウ無し転生王の双界制覇』（著: 藤原健市、出版: ダッシュエックス文庫〈集英社〉）
  1. 『ノウ無し転生王の双界制覇』（2017年4月、ISBN 978-4-08-631182-3）[46]
- 『おっさん、聖剣を抜く。 〜スローライフからそして伝説へ〜』（著: スフレ、出版: アース・スターノベル〈アース・スター エンターテイメント〉）
  1. 『おっさん、聖剣を抜く。 1 〜スローライフからそして伝説へ〜』（2017年5月、ISBN 978-4-8030-1050-3）[47][48]
- 『魔王に育てられた勇者の息子の俺が、お姫様の専属騎士に任命されました。』（著: スフレ、出版: アース・スターノベル〈アース・スター エンターテイメント〉）
  1. 『魔王に育てられた勇者の息子の俺が、お姫様の専属騎士に任命されました。』（2018年7月、ISBN 978-4-8030-1213-2）[49][50]
- 『異世界転移、地雷付き。』（著: いつきみずほ、出版: ドラゴンノベルス〈KADOKAWA〉）
  1. 『異世界転移、地雷付き。』（2019年2月、ISBN 978-4-04-073069-1）[51]
  2. 『異世界転移、地雷付き。2』（2019年6月、ISBN 978-4-04-073070-7）[52]
  3. 『異世界転移、地雷付き。3』（2019年12月、ISBN 978-4-04-073410-1）[53]
  4. 『異世界転移、地雷付き。4』（2020年7月、ISBN 978-4-04-073707-2）[54]
  5. 『異世界転移、地雷付き。5』（2021年4月、ISBN 978-4-04-074044-7）[55]
  6. 『異世界転移、地雷付き。6』（2021年12月、ISBN 978-4-04-074335-6）[56]
  7. 『異世界転移、地雷付き。7』（2022年6月、ISBN 978-4-04-074554-1）[57]
  8. 『異世界転移、地雷付き。8』（2023年3月、ISBN 978-4-04-074895-5）[58]
  9. 『異世界転移、地雷付き。9』（2023年9月、ISBN 978-4-04-075112-2）[59]
  10. 『異世界転移、地雷付き。10』（2024年2月、ISBN 978-4-04-075330-0）[60]
  11. 『異世界転移、地雷付き。11』（2024年9月、ISBN 978-4-04-075598-4）[61]
- 『お前のような初心者がいるか! 不遇職『召喚師』なのにラスボスと言われているそうです』（著: 瀧岡くるじ、出版: カドカワBOOKS〈KADOKAWA〉）
  1. 『お前のような初心者がいるか! 不遇職『召喚師』なのにラスボスと言われているそうです』（2021年10月、ISBN 978-4-04-736787-6）[62]
  2. 『お前のような初心者がいるか! 2 不遇職『召喚師』なのにラスボスと言われているそうです』（2022年6月、ISBN 978-4-04-737071-5）[63]